# Darkin Serna
Darkin Serna (Nóvita, Chocó, Colombia, 15 de noviembre de 1993) es un futbolista colombiano. Juega de delantero y está libre.

## Clubes
| Club                | País  | Año         |
| ------------------- | ----- | ----------- |
| Deportes Concepción | Chile | 2011 - 2014 |